# Eclipse (álbum de Wolves at the Gate)
Eclipse es el cuarto álbum de estudio de la banda estadounidense de metalcore Wolves at the Gate. Fue producido por Stephen Cobucci, Joey Alarcon y Tim Lambesis, y lanzado el 26 de julio de 2019 por Solid State Records.

## Lista de canciones
Todas las canciones escritas y compuestas por Wolves at the Gate. 
| N.º | Título                    | Duración |  |
| 1.  | «The Cure»                | 4:16     |  |
| 2.  | «Face to Face»            | 3:49     |  |
| 3.  | «A Voice in the Violence» | 4:06     |  |
| 4.  | «Drifter»                 | 3:59     |  |
| 5.  | «Enemy»                   | 3:17     |  |
| 6.  | «Evil Are the Kings»      | 3:35     |  |
| 7.  | «Eclipse»                 | 4:27     |  |
| 8.  | «Response»                | 4:04     |  |
| 9.  | «History»                 | 3:38     |  |
| 10. | «The Sea in Between»      | 4:09     |  |
| 11. | «Alone»                   | 3:52     |  |
| 12. | «Counterfeit»             | 2:52     |  |
| 13. | «Blessings & Curses»      | 3:49     |  |

## Posicionamiento en lista
| Lista (2019)          | Posición |
| --------------------- | -------- |
| US Christian Albums   | 4        |
| US Hard Rock Albums   | 23       |
| US Independent Albums | 10       |

## Personal
Wolves at the Gate
- Nick Detty – voz principal, teclados
- Joey Alarcon – guitarra principal, producción, ingeniería
- Steve Cobucci – guitarra rítmica, voces limpias, producción, ingeniería
- Ben Summers – bajo, coros
- Abishai Collingsworth – batería